# ロマンの森共和国

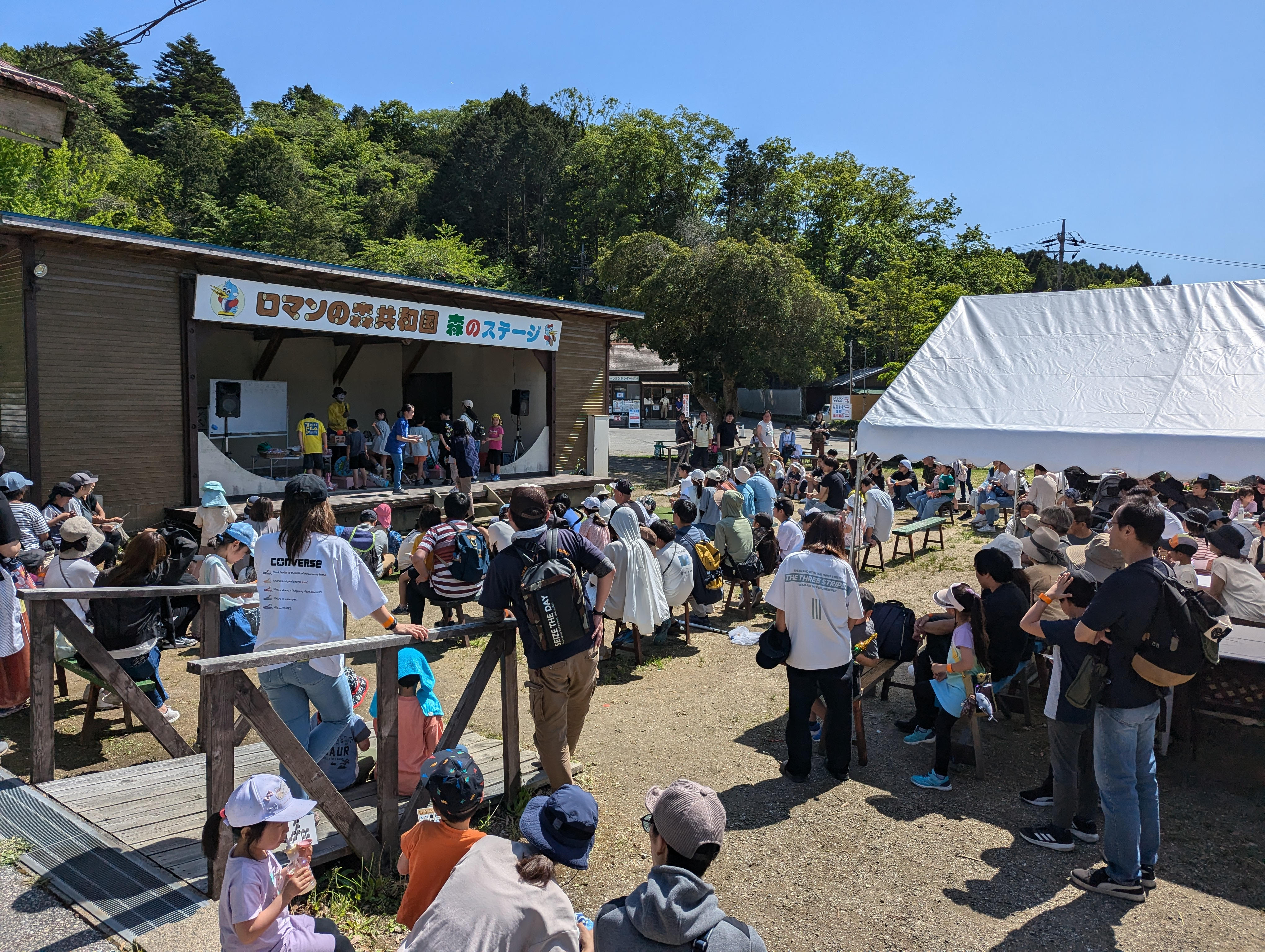
森のステージ

ロマンの森共和国（ロマンのもりきょうわこく）は、千葉県君津市豊英にあるレジャー施設。

## 概要
千葉県の国道410号沿い、豊英ダムと千葉県立清和県民の森の中間に位置する施設で、「森と湖のリゾート」をキャッチフレーズとする。
株式会社三明が、1976年に開設した。
400,000平方メートルの広大な敷地に、パターゴルフ場、グラウンドゴルフ場をはじめ、アスレチック、グラススライダー、プラネタリウムなどのアトラクションが展開している。園内には池もあり、釣りができるほか、ボートの貸し出しも行っている。夏にはプールが開業する。
一部エリアについては、入園時に利用規約と予防接種証明書の記入をした上で、愛犬と一緒に入れる。
4月27日がロマンの森共和国建国記念日となっており、この日は一日入園料が無料になっている。
2023年10月7日に火災が発生し、フードコートやバーベキューレストラン、屋台が全焼した。

## 施設
2020年1月時点。

### アトラクション
- パターゴルフ場
- グラウンドゴルフ場

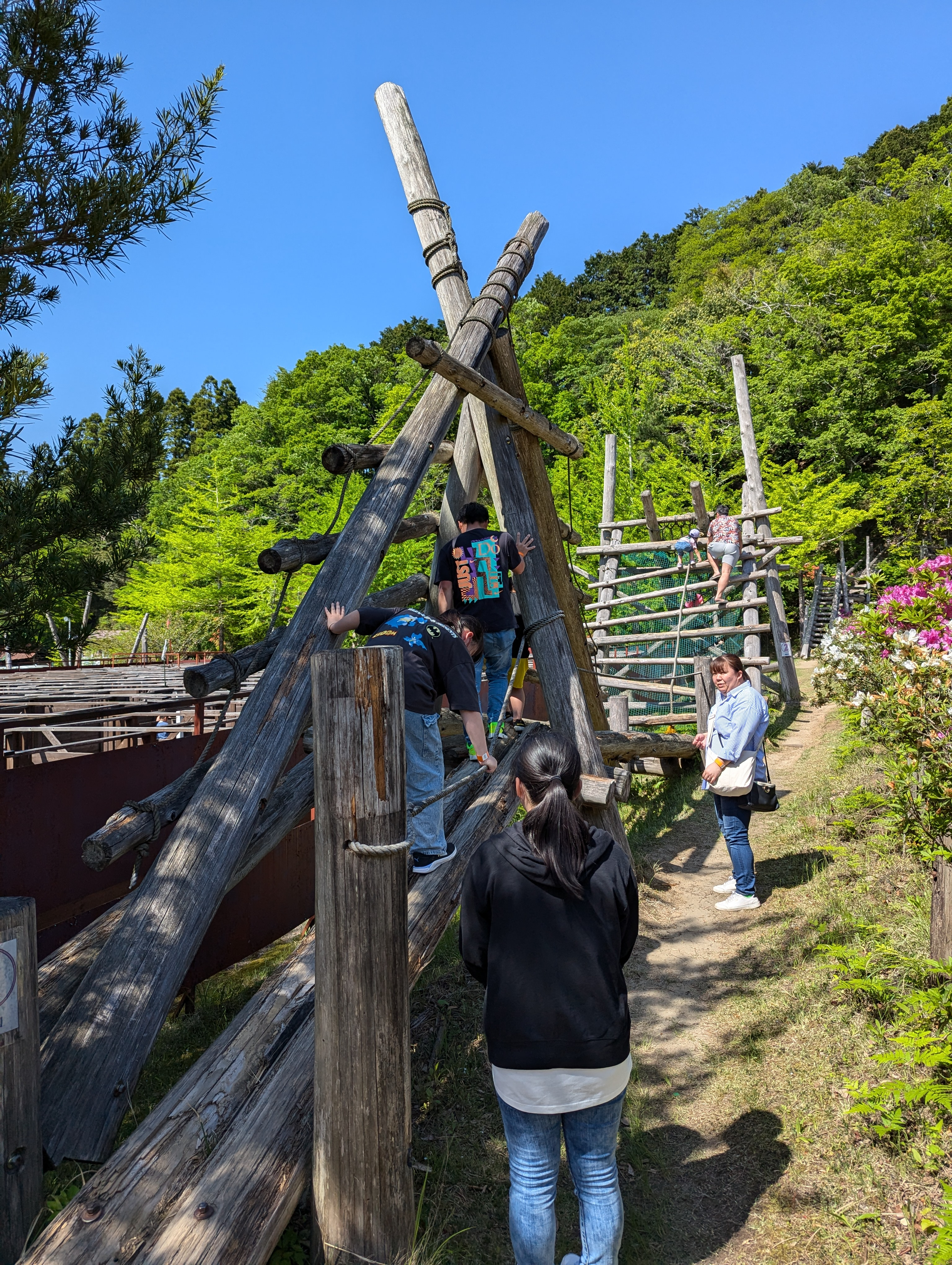
フィールドアスレチック

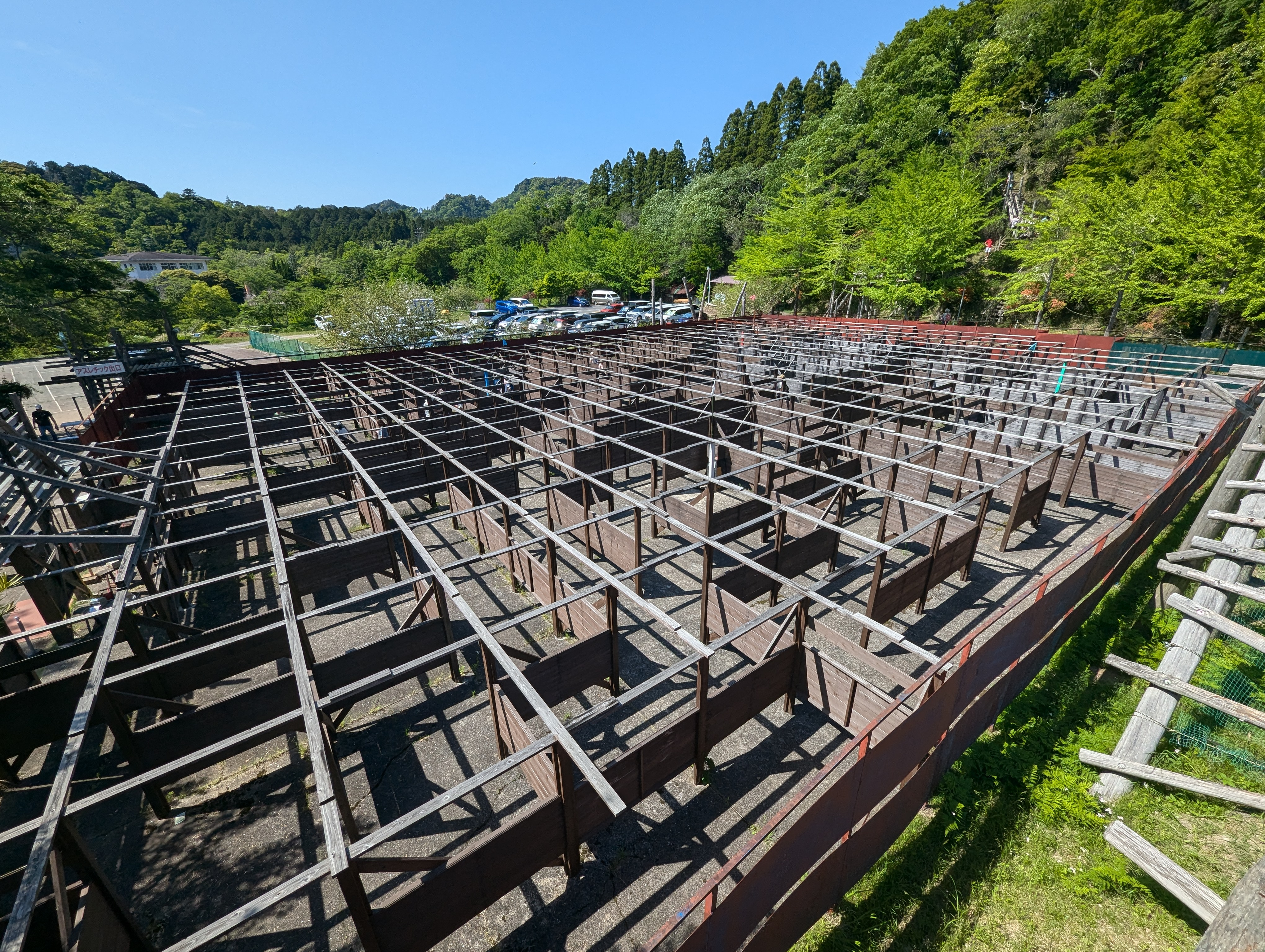
大迷路

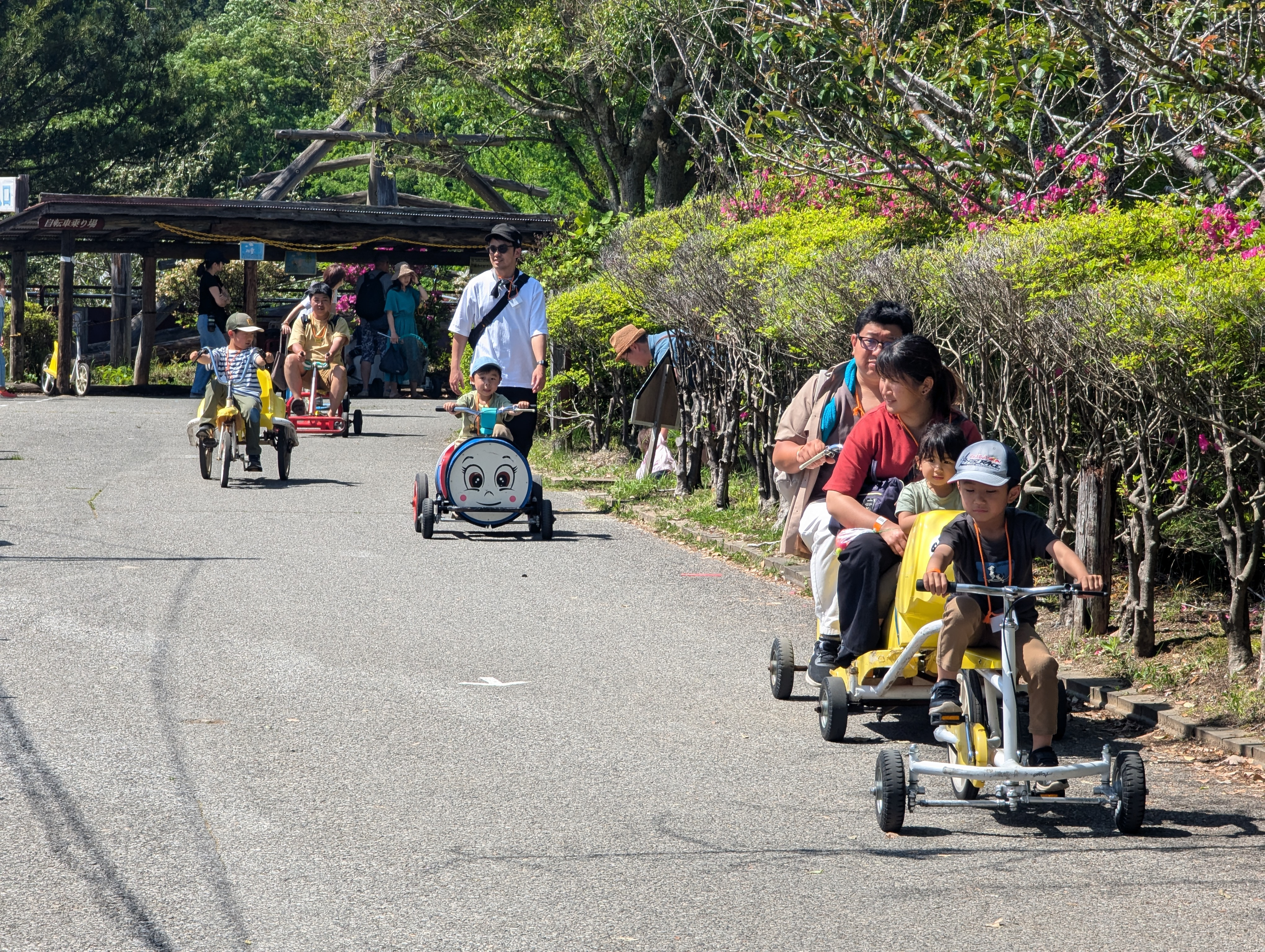
おもしろ自転車

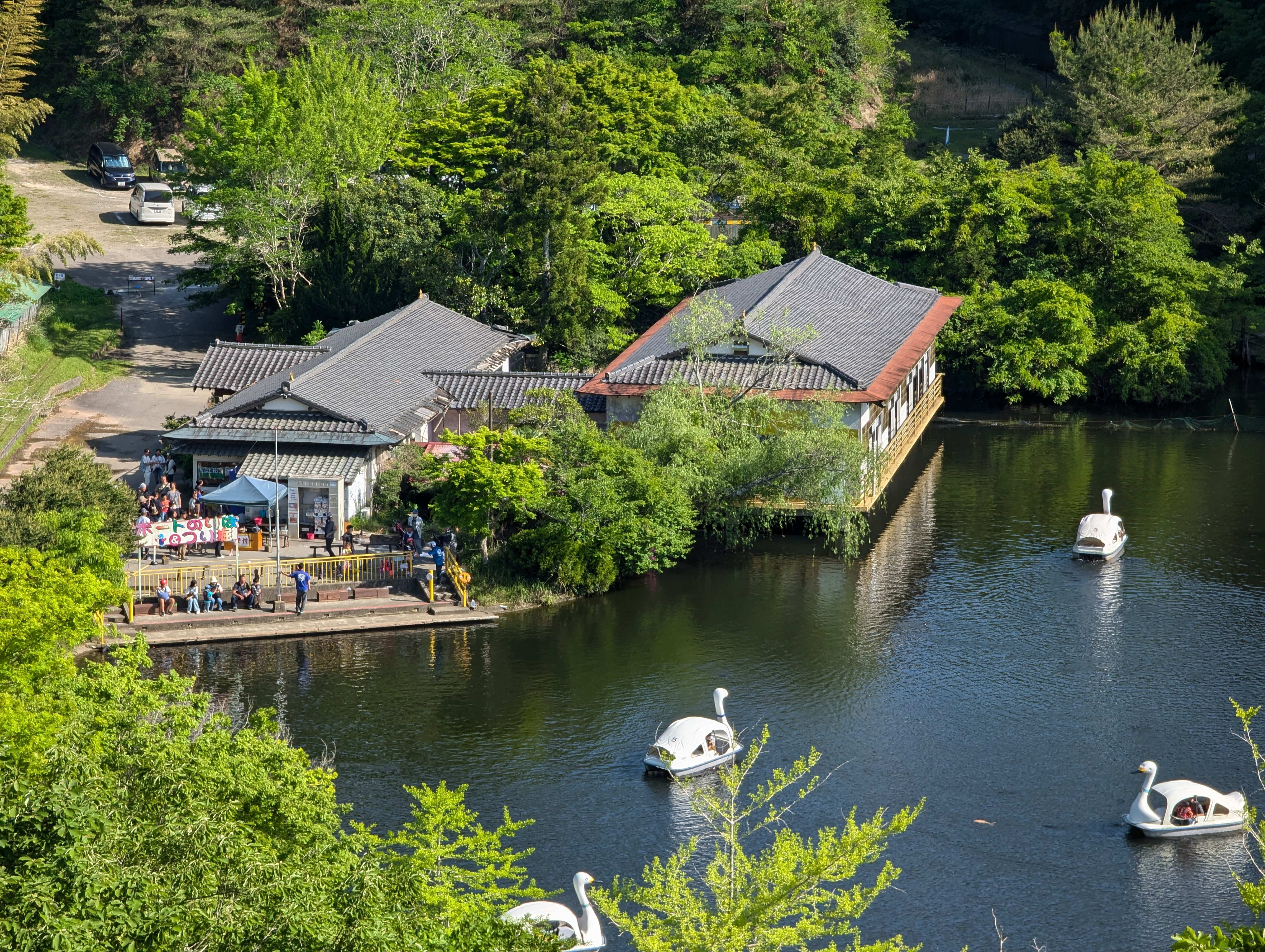
スワンボート

- アーチェリー - 先端に吸盤が付いた矢を使用する。
- フィールドアスレチック - 全部で26基あり、所要時間は40分ほど[7]。
- 大迷路[7]
- おもしろ自転車
- バランスカート
- グラススライダー
- 金魚釣り（冬季休業）
- ミニSL「弁慶号」（休止中）
- スワンボート
- 釣堀
- プラネタリウム - 標高150メートルの地点にあり、正式名称はロマンの森共和国のマスコットキャラクター名を冠した「ロンちゃんのドームハウス」。客席は全部で30席。1日3回上映される。
- ロマン渓谷
- プール（夏のみ） - 25メートルプール
- モノ創りワークショップ
- ハーブガーデン「花ロマン」
- ドッグラン

### 飲食施設
- ホテルレストラン　やまもも
- BBQガーデン＆フードコート
- 和食・そば処　滴翠閣
- ステンドグラスギャラリー＆レストラン　ヒルトップ

### 宿泊施設
- ホテルシルクヴィラ
- 別荘タイプ「コテージ」
- キャンピングロッジ
- オートキャンプ場

### 露天風呂「白壁の湯」
園内には露天風呂の「白壁の湯」がある。 露天風呂のみの利用も可能。小糸川渓谷対岸の自然がつくり出した100 mにわたる断崖を堪能できる。2024年7月末現在、設備不良のため、一部制限を設けて営業中。
ホテルシルクヴィラ、コテージに宿泊する場合は無料で利用可。休憩所あり。

## 主要なイベント
※ ロマンの森共和国 - 君津市公式ホームページ（外部サイト）
| 元旦から1月3日      | 森神様まつり - 鹿野山に伝説がある阿久留王を「自然と平和を愛する神」「森神様」として祀っている。                            |
| 1月上旬から5月中旬  | いちご狩り 栽培品種：章姫・紅ほっぺ等 栽培方式：高設栽培、地耕栽培 *月・火曜日はいちご園整備のため休園する場合があります。 |
| 3月下旬から4月上旬  | ロマンの森の春休みイベント                                                                                                 |
| 4月27日             | ロマンの森共和国の建国記念日                                                                                               |
| 4月29日から5月5日   | 建国祭 ・ GWフェスティバル                                                                                                 |
| 5月下旬から7月中旬  | ホタル観賞の夕べ（ホタルの谷）                                                                                             |
| 7月中旬から9月上旬  | プール開き |
| 7月中旬から8月上旬  | カブトムシ採集（御宿泊企画）                                                                                               |
| 8月下旬から12月上旬 | 秋の味覚狩り（梨・栗・さつま芋他）                                                                                         |
| 10月                | ハロウィン（かぼちゃ祭り）                                                                                                 |
| 11月                | 秋まつり・音楽祭 |
| 12月 毎土・日曜     | クリスマスディナーショー                                                                                                   |

## アクセス
- 館山自動車道　君津インターチェンジから車で30分

## 近隣施設
- 千葉県立清和県民の森
- 豊英ダム